# الاتحاد السوفيتي لكرة القدم
الاتحاد السوفيتي لكرة القدم (بالروسية: Федерация футбола СССР) كان هيئة إدارية لكرة القدم في الاتحاد السوفيتي ومنذ 1972 أصبح الهيئة الإدارية الرئيسية لكرة القدم في البلاد. الاتحاد تم تأسيسه في أواخر 1934 بقرار من المجلس الأعلى للثقافة البدنية التابع للاتحاد السوفيتي (بالروسية: Высший Совет Физической Культуры, VSFK) كقسم تابع له خصيصاً لإدارة كرة القدم. وكان المنظمة الوحيدة التي حصلت على اعتراف من الفيفا في 1946.

## تاريخه
بعد تأسيس الحكم السوفيتي في أعقاب الإمبراطورية الروسية تم توقيف كل الانتماءات الخارجية للحكم السابق. لكن الحياة الكروية في البلاد لم تتوقف. في يوليو 1920 أقيمت البطولة الأولى في الجمهورية الروسية السوفيتية التي فاز بها فريق مدينة موسكو الموحد. في سبتمبر 1923 أقيمت البطولة الأولى على مستوى الاتحاد السوفيتي كاملاً التي فاز بها أيضاً فريق موسكو. أقيم في أغسطس 1928 أول بطولة سبارتاكياد في موسكو (لتفادي الخلط بينها وبين السبارتاكياد الشعبي في الاتحاد السوفيتي) وتضمنت البطولة مسابقة في كرة القدم.
في 27 مايو 1934، جائزة «الخبير الرياضي الممتاز»، وفاز بها 8 لاعبو كرة قدم في نفس ذلك العام.
في 27 ديسمبر 1934، أسس مجلس الاتحاد السوفيتي للثقافة البدنية (VFSK) التابع للجنة التنفيذية المركزية للإتحاد السوفيتي (TsIK USSR) منظمة عامة خصوصية - قطاع كرة القدم السوفيتي - للإشراف على الأحداث الكروية في البلاد. ولكن بجانب وجود «قطاع كرة القدم»، كان هناك أيضاً مديرية كرة القدم التابعة للجنة الرياضة السوفيتية، الخاضعة بشكل مباشر للحكومة السوفيتية.
أولى المباريات الودية الجديرة بالذكر
في 30 أغسطس 1935 منتخب أوكرانيا السوفيتية الوطني هزم نادي النجم الأحمر (من فرنسا) 6–1. سجل الأهداف شيلوفسكي (3)، باريشنيكوف (2)، شيغوتسكي. تشكيلة الفريق الأوكراني (2-3-5): يا.تروسيفيتش - كوستيانتين فومين (الكابتن)، د.كيريلوف - ميكولا فومين، فلاديمير فومين، ف. هريبر - م. ميخينيا، بيتر باريشنيكوف، كونستانتين شيغوتسكي، ب. لايكو، فيكتور شيلوفسكي. الشهر التالي فريق موحد لبراغ زار الاتحاد السوفيتي لاعباً ضد فرق ليننغراد، موسكو، الجمهورية الأوكرانية. في يناير 1936 فريق موسكو المؤلف من لاعبي دينامو موسكو وسبارتاك موسكو زار راسينغ باريس في مباراة خسروها 1–2. الهدف الوحيد للسوفيات سجله لهم ياكوشين. تشكيلة فريق موسكو (2-3-5) كانت مكونة من: أ. أكيموف - أليكساندر ستاروستين (الكابتن)، ل. كورشيبوكوف - أ. ريمين، أند. ستاروستين، س. ليوتا - أ. لابشين (ف. ستيبانوف، 46)، م. ياكوشين، ف. سميرنوف، ف. بافلوف (م. فيليشكين، 86)، س. إليين. بقيادة المدرب م.كفاشنين ونيكولاي ستاروستين.
في 1936 أنشأ قطاع كرة القدم في حكومة الاتحاد السوفيتي الدوري السوفيتي الأفضل كبطولة بين فرق ووكالات «المجتمع الرياضي التطوعي» (DSO) مقدمين أربع مجموعات هرمية (درجات) من ثماني فرق.
في 22 يوليو 1937 ولأول مرة قدمت لجنة الانتخابات المركزية السوفيتية جوائز لأفضل 38 شخصية رياضية سوفياتية من بينهم تواجد 12 لاعب كرة قدم. أول مستلم لوسام لينين من بين لاعبي كرة القدم كان نيكولاي ستاروستين. ووسام الراية الحمراء للعمال تسلمه أليكساندر ستاروستين، وتسع لاعبين آخرين تسلموا وسام الشرف.
خلال الحرب العالمية الثانية (1941-1944) معظم الاحداث الرياضية تم تعلقيها، ولكن كان هناك بعض البطولات الإقليمية التي استمرت. عندما تم تحرير الاتحاد السوفيتي من احتلال ألمانيا النازية وأقيم في أغسطس 1944 مسابقة الكأس الوطنية كأول حدث كروي بعد الحرب.
في يوليو 1946 تم قبول القطاع السوفيتي لكرة القدم في الاتحاد الدولي لكرة القدم بناءً على اقتراح من مندوبي يوغوسلافيا وتشيكوسلوفاكيا، وفي 27 سبتمبر 1947 تم منح الاتحاد السوفيتي مقعد دائم في مركز نائب رئيس الفيفا الذي تسلمه فالانتاين غراناتكين. على الرغم من قبول المنتخب السوفيتي لكرة القدم في الاتحاد الدولي «فيفا» إلا أنهم لم يشاركوا في كأس العالم حتى 1958. أول مدرب تم تعيينه كان بوريس أركادييف الذي قاد الفريق عام 1952 إلى الألعاب الأولمبية في هلسنكي. تم إتهامه لاحقاً هو وبعض المتخصصين الكرويين «بالتخريب المتعمد» للفريق الذي أقصي من جور ال16 في البطولة.
في يناير 1957 أعطت اللجنة التنفيذية الدائمة في مجلس السوفييت الأعلى جائزة وسام لينين إلى فسيفولود بوبروف وليف ياشين احتفاءً بذكرى إنجازاتهما في الرياضة.
في مايو 1959 قطاع كرة القدم السوفيتي تم تنظيمه من جديد تحت مسمى الاتحاد السوفييتي لكرة القدم.
في 1960 فاز منتخب الاتحاد السوفييتي لكرة القدم بأول بطولة قارية له بعد الفوز 2–1 على المنتخب اليوغوسلافي.
في 1963 أصبح ليف ياشين أول لاعب سوفييتي يفوز جائزة الكرة الذهبية (رياضة).
ولأول مرة في موسم 1965-66 شاركت أندية كرة القدم السوفييتية في المسابقات الدولية الأوروبية.
في 1972 أصبح الاتحاد السوفييتي لكرة القدم وكالة حكومية في اللجنة الرياضية الحكومية (Goskomsport)، ولكن بسبب بقاء غراناتكين كرئيس لأتحادهم الكروي لم تعرف «الفيفا» الكثير من الاهتمام لإعادة التنظيم الآنفة الذكر.
أصبح نادي دينامو كييف أول نادي سوفياتي يفوز ببطولة أوروبية، عندما فازوا على نادي فيرينكفاروسي 3–0 في نهائي كأس الكؤوس الأوروبية 1975.
في 1988 استلم ليف ياشين وسام فيفا الذهبي «لخدماته» وفي مارس 1990 تم الاعتراف به كبطل العمالة الإشتراكية.في الشهر التالي منحت اللجنة التنفيذية الدائمة في مجلس السوفييت الأعلى منحت نفس الوسام السابق إلى نيكولاي ستاروستين أيضاَ.
في 8 فبراير 1992 تم تعريف الاتحاد السوفيتي لكرة القدم «كالإتحاد الأم» للاتحاد المنشأ حديثاً الاتحاد الروسي لكرة القدم (RFS). في يوليو من نفس العام أقرت اللجنة التنفيذية للفيفا خلافة الاتحاد السوفيتي بالإتحاد الروسي لكرة القدم وأعادت إقرارها بالاسم والنظام الجديد.

## الاتحادات الإقليمية
- اتحاد الجمهورية الأوكرانية السوفيتية الاشتراكية لكرة القدم (1959)، أصبح الاتحاد الأوكراني لكرة القدم في ديسمبر 1991
- اتحاد الجمهورية البيلاروسية السوفيتية الاشتراكية لكرة القدم، أصبح الاتحاد البيلاروسي لكرة القدم في 1989
- اتحاد الجمهورية الكازاخية السوفيتية الاشتراكية لكرة القدم (1959)،[2] أصبح الاتحاد الكازاخستاني لكرة القدم في 1989
- اتحاد الجمهورية الجورجية السوفيتية الاشتراكية لكرة القدم (1936)، أصبح الاتحاد الجورجي لكرة القدم في فبراير 1990
- اتحاد الجمهورية الأوزبكية السوفيتية الاشتراكية لكرة القدم (1946)، أصبح الاتحاد الأوزبكي لكرة القدم
- اتحاد الجمهورية الطاجيكية السوفيتية الاشتراكية لكرة القدم (1936)، الاتحاد الطاجيكي لكرة القدم

## رؤساء الاتحاد
- فيتشيسلاف كولوسكوف (يناير 1990 - 1991)
- ل.ليبيديف (مايو 1989 - يناير 1990)
- ب.توبورنين (ديسمبر 1980 - مايو 1989)
- ب.فيودروف (مارس 1973 - ديسمبر 1980)
- فالانتاين غراناتكين (يونيو 1968 - مارس 1973)
- ل.نيكونوف (يناير 1968 - يونيو 1968)
- ف.موشكاركين (يوليو 1967 - يناير 1968)
- ن.ريشينتسيف (يناير 1964 - يوليو 1967)
- فالانتاين غراناتكين (6 مايو 1959 - يناير 1964)

رؤساء قطاع كرة القدم السوفييتي (27 ديسمبر 1934 - 6 مايو 1959)
- فالانتاين غراناتكين (1950 - 6 مايو 1959)
- ميخائيل كوزلوف (1937 - ?)
- اليكسي سوكولوف (27 ديسمبر 1934 – 1937)

مديرية كرة القدم في لجنة الرياضة السوفيتية (27 ديسمبر 1934 – 1972)
- فالنتين أنتيبينكو (? - ?)
- أليكساندر ستاروستين (1956–1958)
- أليكساندر ستاروستين (1937–1941)